# Bazilika svatého Saturnina z Toulouse

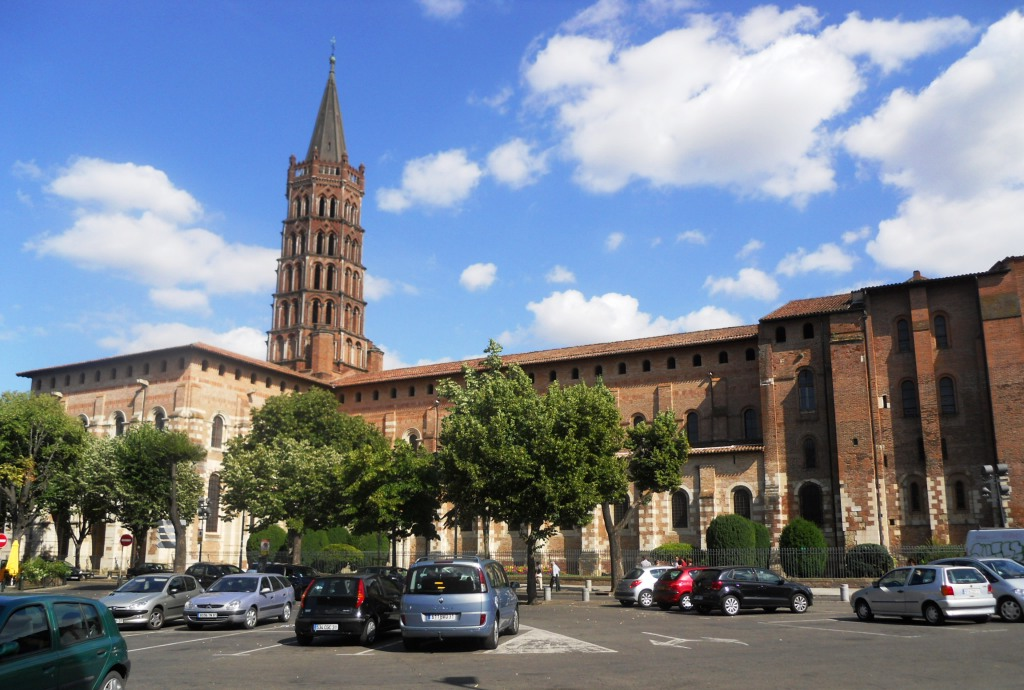
St Sernin od severozápadu

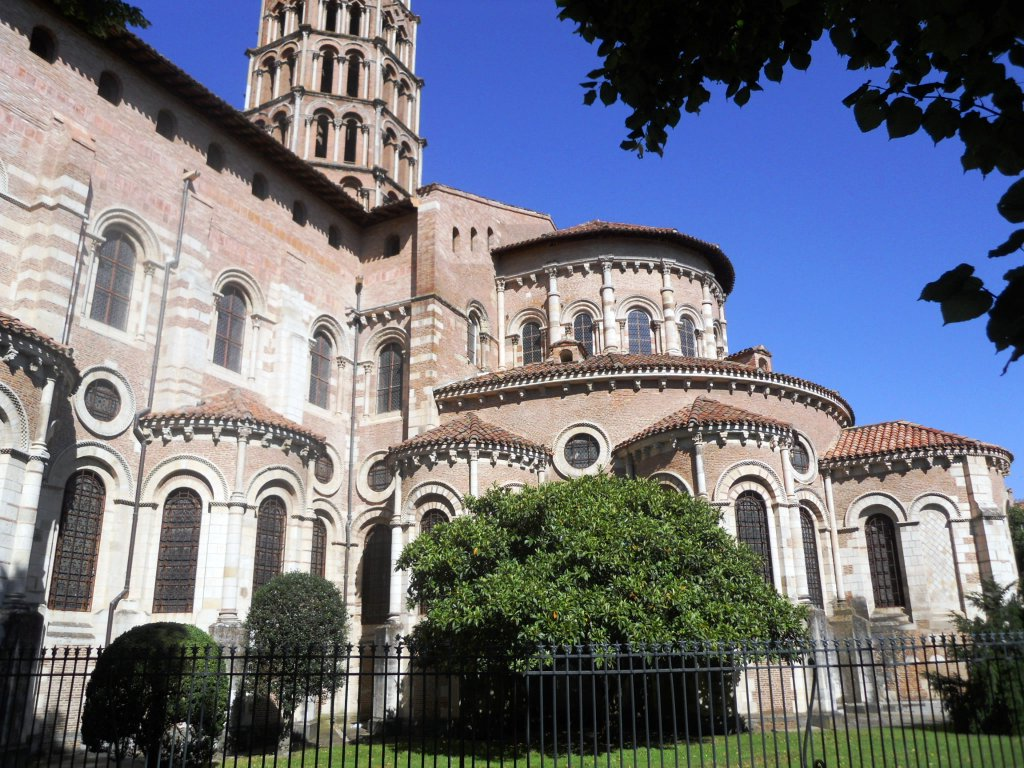
Závěr baziliky

Bazilika svatého Saturnina z Toulouse (francouzsky Basilique Saint-Sernin) je románská bazilika vybudovaná v letech 1080-1120 v Toulouse nad hrobem sv. Saturnina z Toulouse. Rozsáhlá, převážně cihlová pětilodní stavba s mohutnou věží nad křížením a bohatým věncem kaplí v západním závěru je 115 m dlouhá, příční loď měří 64 m, hlavní loď je 32 m široká a výška klenby je 21 m. Je to největší zachovaná románská bazilika a od roku 1998 patří ke kulturnímu dědictví UNESCO.

## Historie
Roku 250 byl v Toulouse umučen biskup Saturnin (francouzsky Sernin) a k jeho hrobu začali brzy putovat věřící. Počátkem 4. století se začal stavět kamenný a cihlový kostel, patrně s kryptou; zachovaly se základy apsidy, na tomtéž místě jako současný závěr. Mezi množstvím křesťanských hrobů v okolí kostela jsou i hroby ze 4. století. Karel Veliký daroval kostelu mnoho cenností a místo se stávalo poutním také proto, že tudy vedla cesta do španělské Compostely.
Kolem roku 1075 se začalo se stavbou současného kostela a roku 1096 papež Urban II. posvětil hlavní oltář, jehož bohatě zdobená mramorová deska se zachovala, a patrně celý chór. Kolem roku 1118 byla hotová příční loď a obvodové zdi v celém rozsahu a začala se klenout loď. Zatímco v začátku stavby se střídalo kamenné a cihlové zdivo, postupem času cihly zcela převládají. V polovině 13. století byla přestavěna krypta a v následujících stoletích ještě navýšena věž. Západní průčelí zůstalo nedokončeno.
Za francouzské revoluce byla kapitula zrušena a její budovy včetně křížové chodby byla rozbořeny, jen budova pozdějšího muzea sv. Raymonda se z nich zachovala. Spisovatel Prosper Mérimée roku 1838 prosadil, že kostel byl zařazen do seznamu národních kulturních památek, což ho patrně zachránilo. Rekonstrukce se ujal slavný architekt Eugène Viollet-le-Duc, který však brzy nato zemřel.

## Vnitřní zařízení
V apsidě se zachovalo sedm kamenných reliéfů se světci a anděly v životní velikosti, patrně dílo téhož Bernarda Gildouina, autora hlavního oltáře. Na stěnách příční lodi jsou zbytky románských fresek.
Z hlediska náboženské úcty jde o mimořádně významnou poutní baziliku. Sama je starodávným poutním místem díky ostatkům zde zavražděného sv. Saturnina, který náleží k nejctěnějším svatým Francie. Tento význam ještě posiluje fakt, že je významnou zastávkou poutníků na poutní cestě do Santiaga de Compostela.

### Varhany

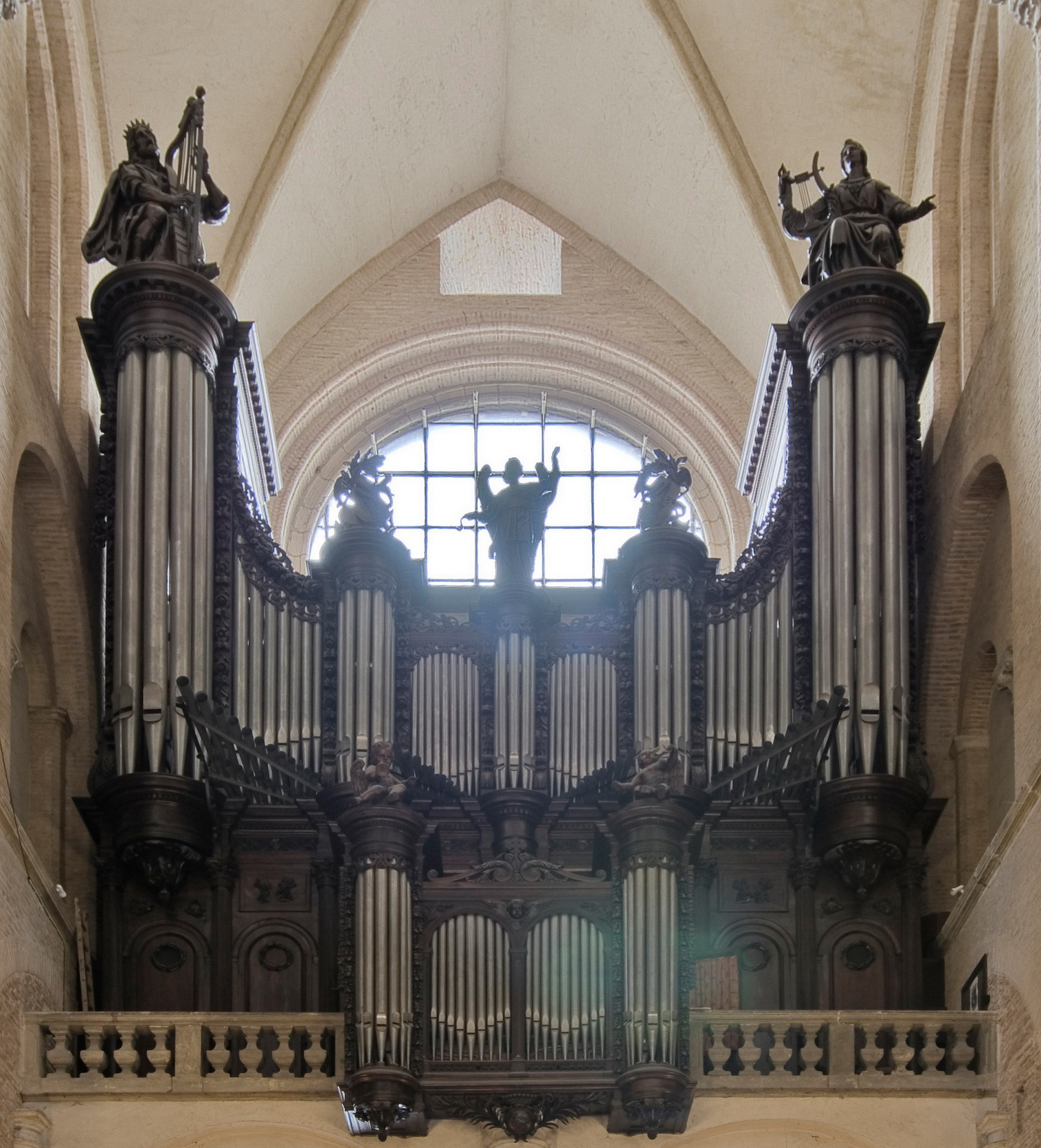
Velké varhany

V bazilice se nacházejí monumentální varhany, které v roce 1888 vybudoval Aristide Cavaillé-Coll. Spolu s Cavaillé-Collovými varhanami v kostele svatého Sulpicia v Paříži a kostele Saint-Ouen v Rouenu tvoří trojici nejcennějších varhan Francie.
| I Grand-Orgue C–g3 |                         |      |
| 1.                 | Montre                  | 16′  |
| 2.                 | Bourdon                 | 16′  |
| 3.                 | Montre                  | 8′   |
| 4.                 | Gambe                   | 8′   |
| 5.                 | Bourdon                 | 8′   |
| 6.                 | Salicional              | 8′   |
| 7.                 | Flûte harmonique        | 8′   |
| 8.                 | Prestant                | 4′   |
| 9.                 | Flûte octaviante        | 4′   |
| 10.                | Quinte                  | 2/3′ |
| 11.                | Doublette               | 2′   |
| 12.                | Fourniture V            |      |
| 13.                | Cymbale IV              |      |
| 14.                | Cornet V                |      |
| 15.                | Bombarde                | 16′  |
| 16.                | Trompette               | 8′   |
| 17.                | Clairon                 | 4′   |
| 18.                | Clairon-doublette       | 2′   |
| 19.                | Trompette h. en chamade | 8′   |
| 20.                | Clairon h. en chamade   | 4′   |

| II Positif C–g3 |                 |    |
| 21.             | Montre          | 8′ |
| 22.             | Cor de nuit     | 8′ |
| 23.             | Salicional      | 8′ |
| 24.             | Unda maris      | 8′ |
| 25.             | Prestant        | 4′ |
| 26.             | Flûte douce     | 4′ |
| 27.             | Carillon III    |    |
| 28.             | Trompette       | 8′ |
| 29.             | Basson-Hautbois | 8′ |
| 30.             | Clairon         | 4′ |

| III Récit expressif C–g3 |                    |     |
| 31.                      | Quintaton          | 16′ |
| 32.                      | Diapason           | 8′  |
| 33.                      | Flûte harmonique   | 8′  |
| 34.                      | Viole de Gambe     | 8′  |
| 35.                      | Voix céleste       | 8′  |
| 36.                      | Flûte octaviante   | 4′  |
| 37.                      | Octavin            | 2′  |
| 38.                      | Cornet V           | 8′  |
| 39.                      | Bombarde           | 16′ |
| 40.                      | Trompette          | 8′  |
| 41.                      | Basson-Hautbois    | 8′  |
| 42.                      | Clarinette         | 8′  |
| 43.                      | Voix humaine       | 8′  |
| 44.                      | Clairon harmonique | 4′  |
|                          | Trémolo            |     |

| Pédale C–f1 |                |     |
| 45.         | Principalbasse | 32′ |
| 46.         | Contrebasse    | 16′ |
| 47.         | Soubassse      | 16′ |
| 48.         | Grosse Flûte   | 8′  |
| 49.         | Violoncelle    | 8′  |
| 50.         | Flûte          | 4′  |
| 51.         | Bombarde       | 32′ |
| 52.         | Bombarde       | 16′ |
| 53.         | Trompette      | 8′  |
| 54.         | Clairon        | 4′  |

## Poutní místo
Toulouse je poutním místem již od 3. století, kdy zde byl umučen Saturnin z Toulouse, jeden ze sedmi apoštolů, které sv. Fabián vyslal ke Galům obývajícím dnešní Francii. Nad cílem poutníků, hrobem sv. Saturnina, byl již ve 4. století vybudován kostel, který pak na přelomu 11. a 12. století nahradila dnešní bazilika.
Poutníky navštěvující čistě hrob sv. Saturnina dále posilují zástupy věřících, kteří podnikají pouť do Santiaga de Compostely, neboť Toulouse je významnou zastávkou na hlavní jižní větvi Svatojakubské cesty, spojující Santiago de Compostela s Arles.

## Galerie

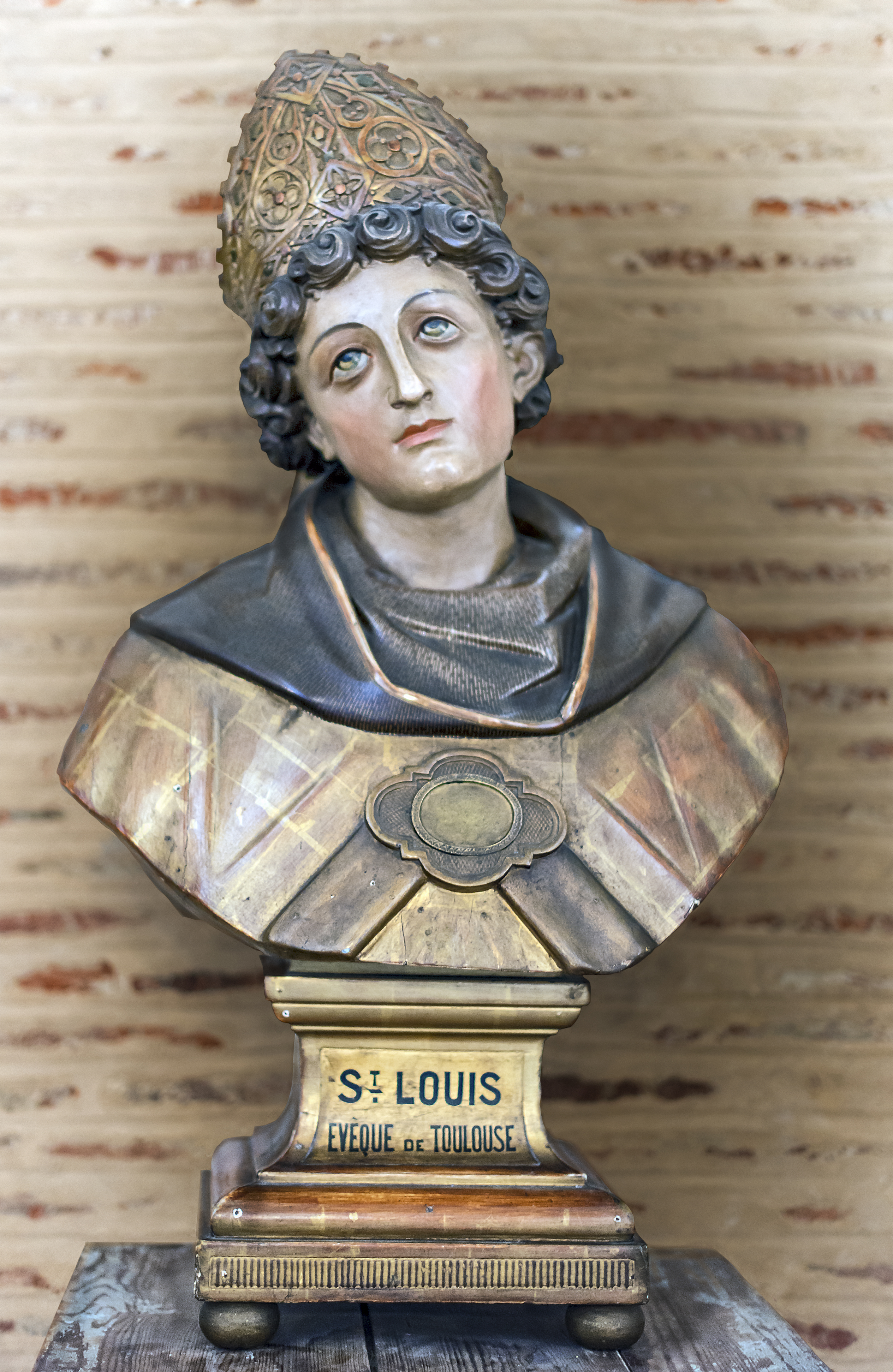
Busta sv. Ludvíka z Toluouse
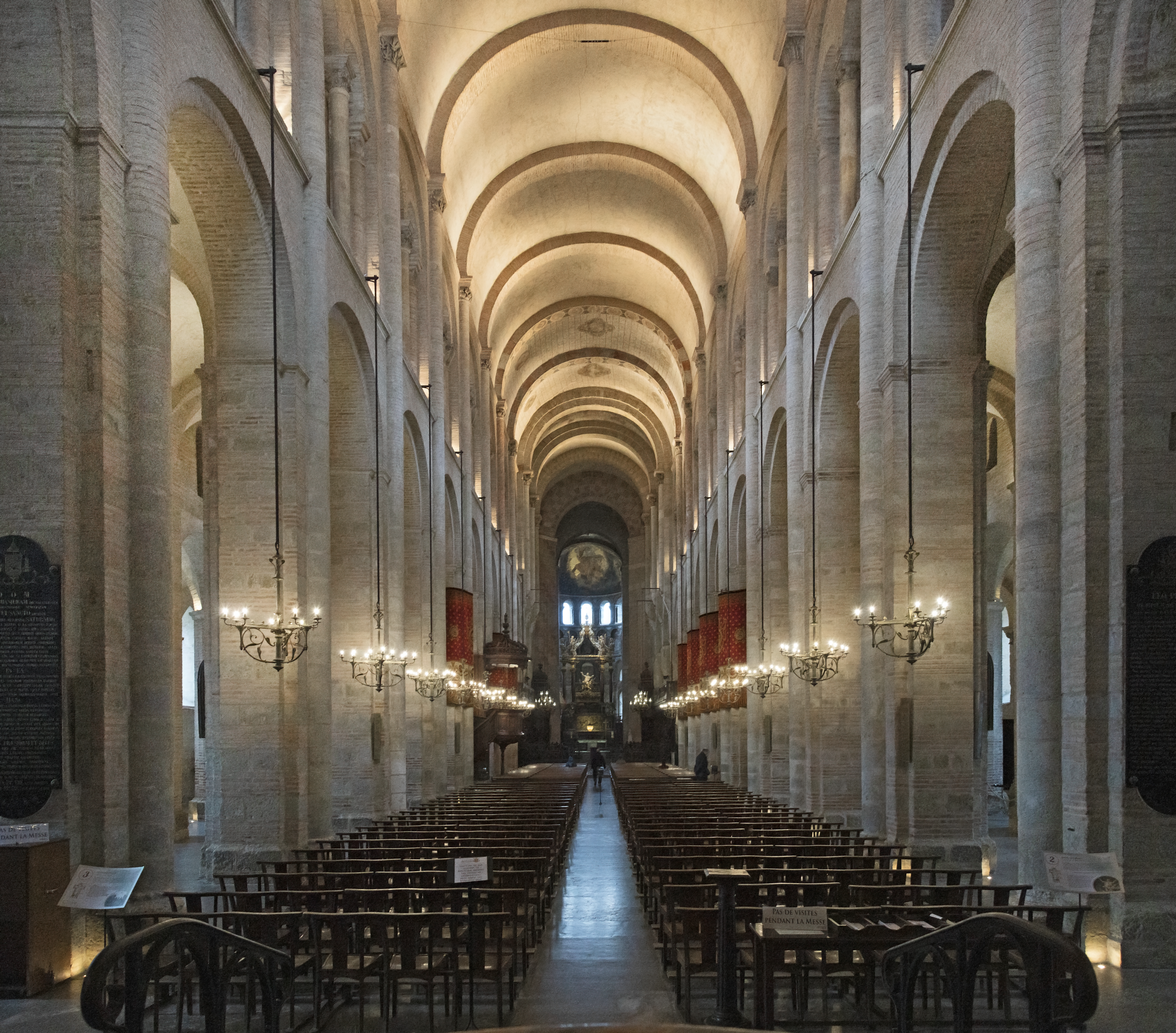
Interiér baziliky
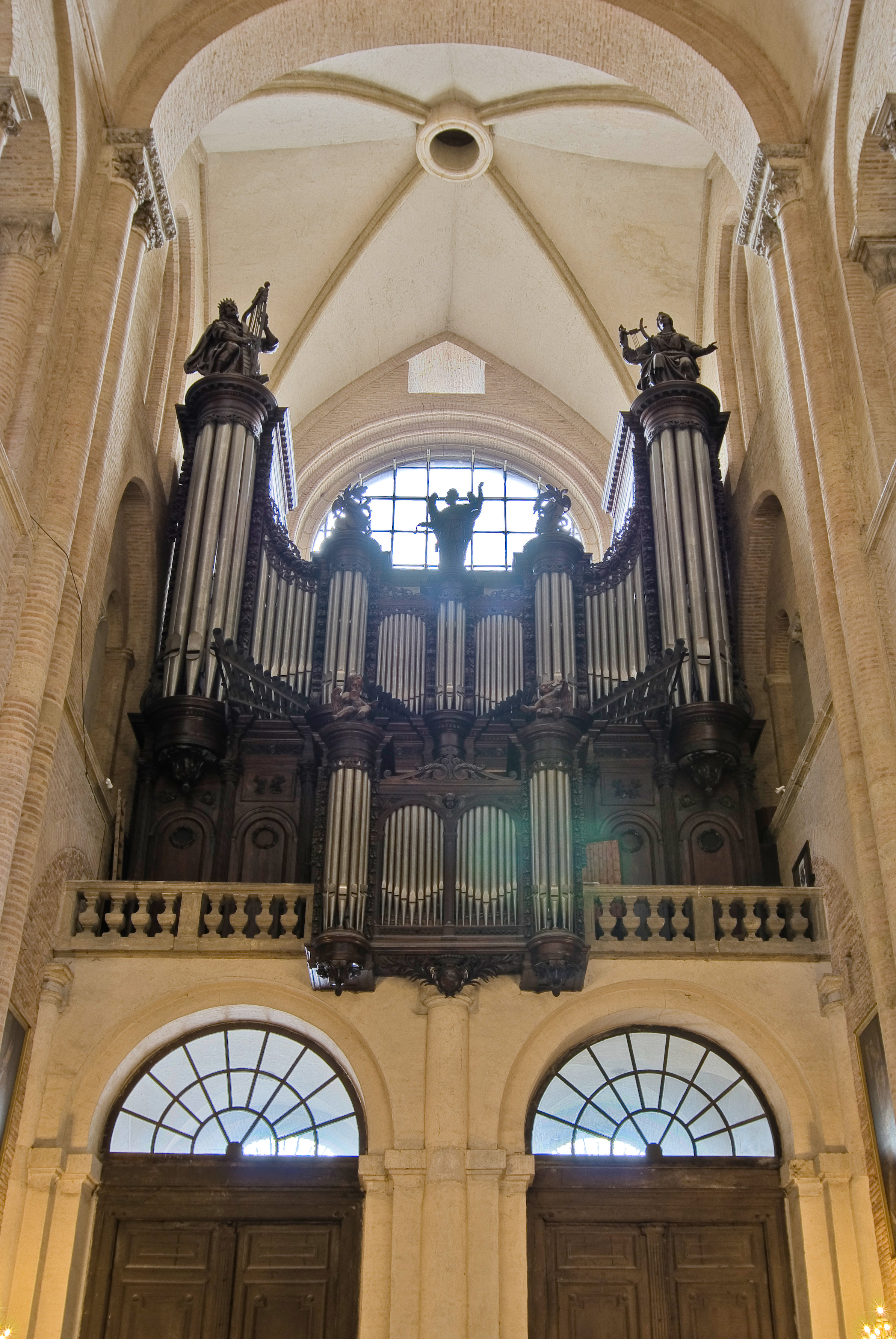
Varhany
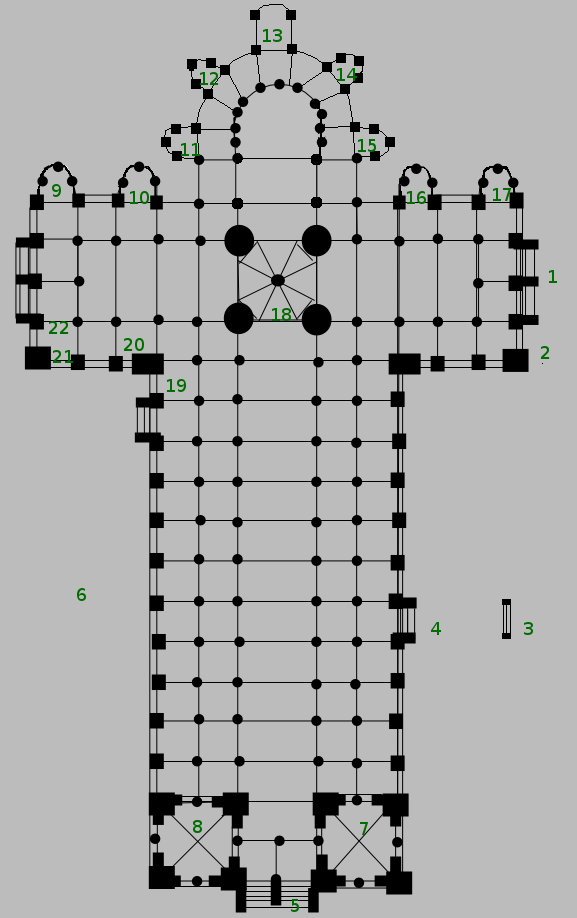
Půdorys
Příčný řez lodí
Hlavní větve poutí do Compostely